# Ragnar Thorseth
Ragnar Thorseth (* 1948) ist ein norwegischer Abenteurer und Schriftsteller aus der Gemeinde Herøy im Fylke Møre og Romsdal.
Bekannt wurde Ragnar Thorseth durch gewagte Expeditionen mit kleineren Booten. So ruderte er im Jahr 1969 als erster Mensch von Norwegen (Måloy) nach Lerwick auf den Shetlandinseln.
Von allen größeren Expeditionen sind Bücher und Bildbände erschienen.

Das auf einer kleinen Insel in der Gemeinde Averøy gelegene, alte Fischerdorf Håholmen wurde von Ragnar Thorseth restauriert.
Im Oktober 2012 hat Ragnar Thorseth eine eigene Abteilung im Eismeermuseum Aarvak in Brandal erhalten.

## Expeditionen
- 1969 Thorseth rudert allein von Måloy in Norwegen nach Lerwick auf den Shetland-Inseln.
- 1971 Umrundung des Nordpolarmeeres (6000 sm) mit dem 32 Fuß langen Boot Santho.
- 1975 Atlantiküberquerung mit der Cleng Peerson auf der historischen Route nach Vinland und weiter nach New York in den USA (8500 sm).
- 1979–1980 Durchquerung der Nordwestpassage in einem 20-Fuß-Boot auf den Spuren Roald Amundsens.
- 1982 Leitung einer Polarexpedition von Spitzbergen über den Nordpol nach Ellesmere Island.
- 1986–1987 Weltumsegelung mit der Saga Siglar, dem Nachbau eines Wikingerschiffes.
- 1987–1988 Überwinterung mit Familie im Kongsfjord auf Spitzbergen im Boot Havella.
- 1991 Atlantiküberquerung von Norwegen nach New York mit der Gaia, einer Replika des Gokstad-Schiffes.